# Aconurella orientalis
Aconurella orientalis är en insektsart som beskrevs av Matsumura 1914. Aconurella orientalis ingår i släktet Aconurella och familjen dvärgstritar. Inga underarter finns listade i Catalogue of Life.